# Bang Khun Thian
Bang Khun Thian (thaï: บางขุนเทียน ; API : [bāːŋ kʰǔn tʰīan]) est l’un des 50 khets de Bangkok, Thaïlande.
C'est le seul khet (quartier) de Bangkok en bord de mer : il a 5 km de côte avec un peu de mangrove,,, des élevages de crevettes et des khlongs (canaux) ; et un groupe de 600 à 800 macaques crabiers sauvages s'est installé en zone inhabitée près de la mer,.

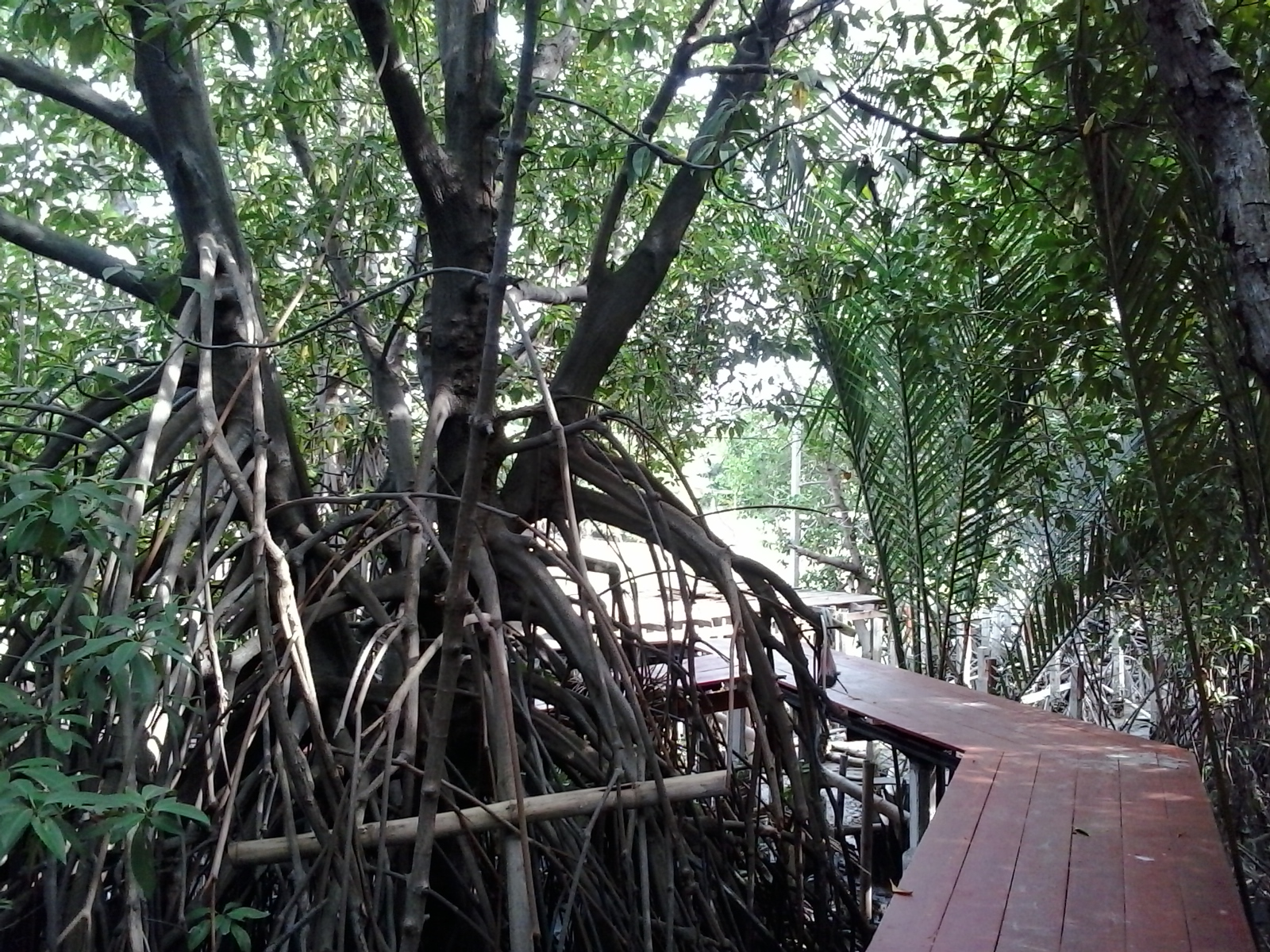
Sentier aménagé dans la mangrove

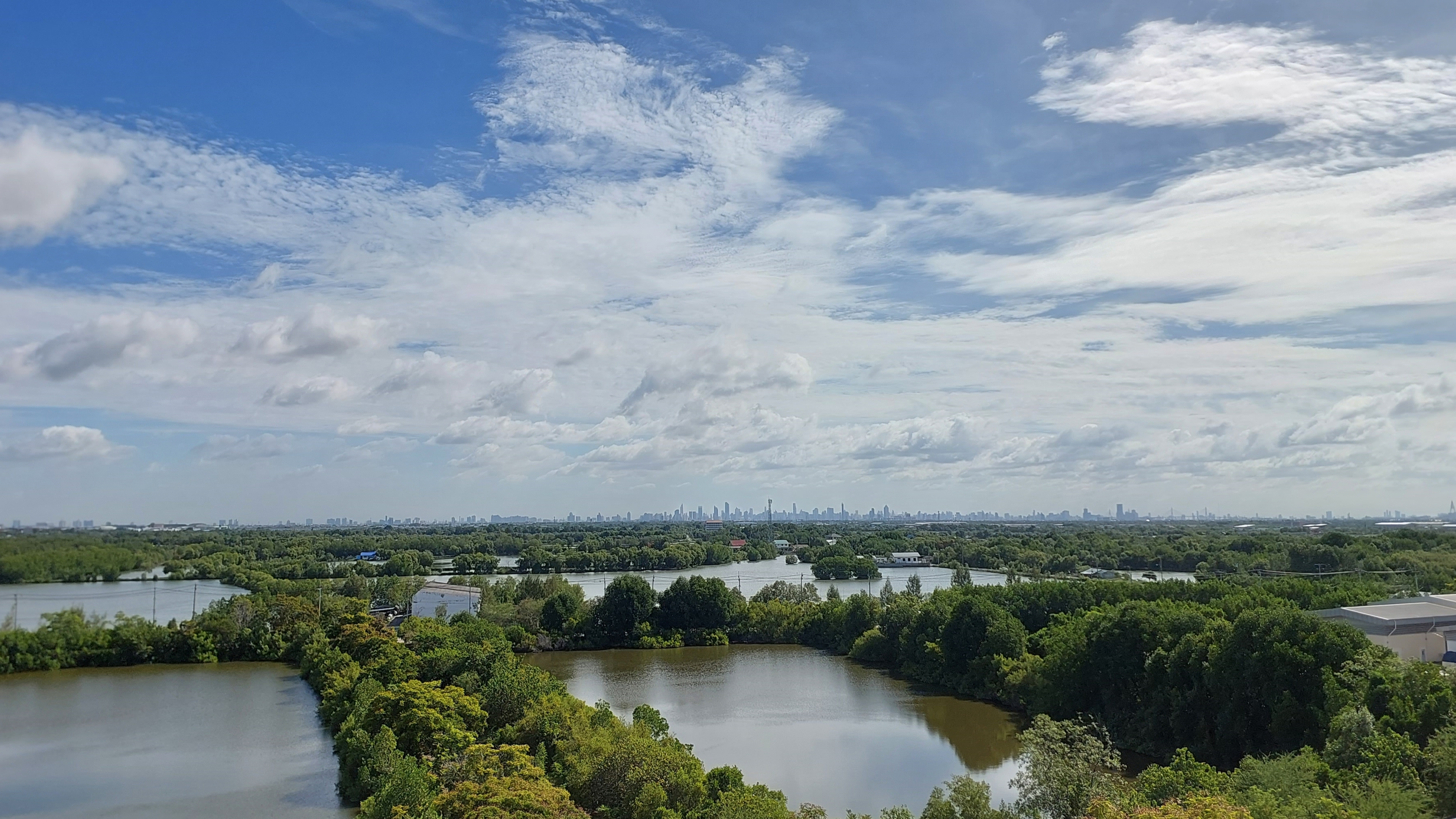
Vue depuis le campus de Bang Khun Thian (KMUTT) sur la ville de Bangkok, au loin à l'horizon (située à près de 25-30 km de la mer).

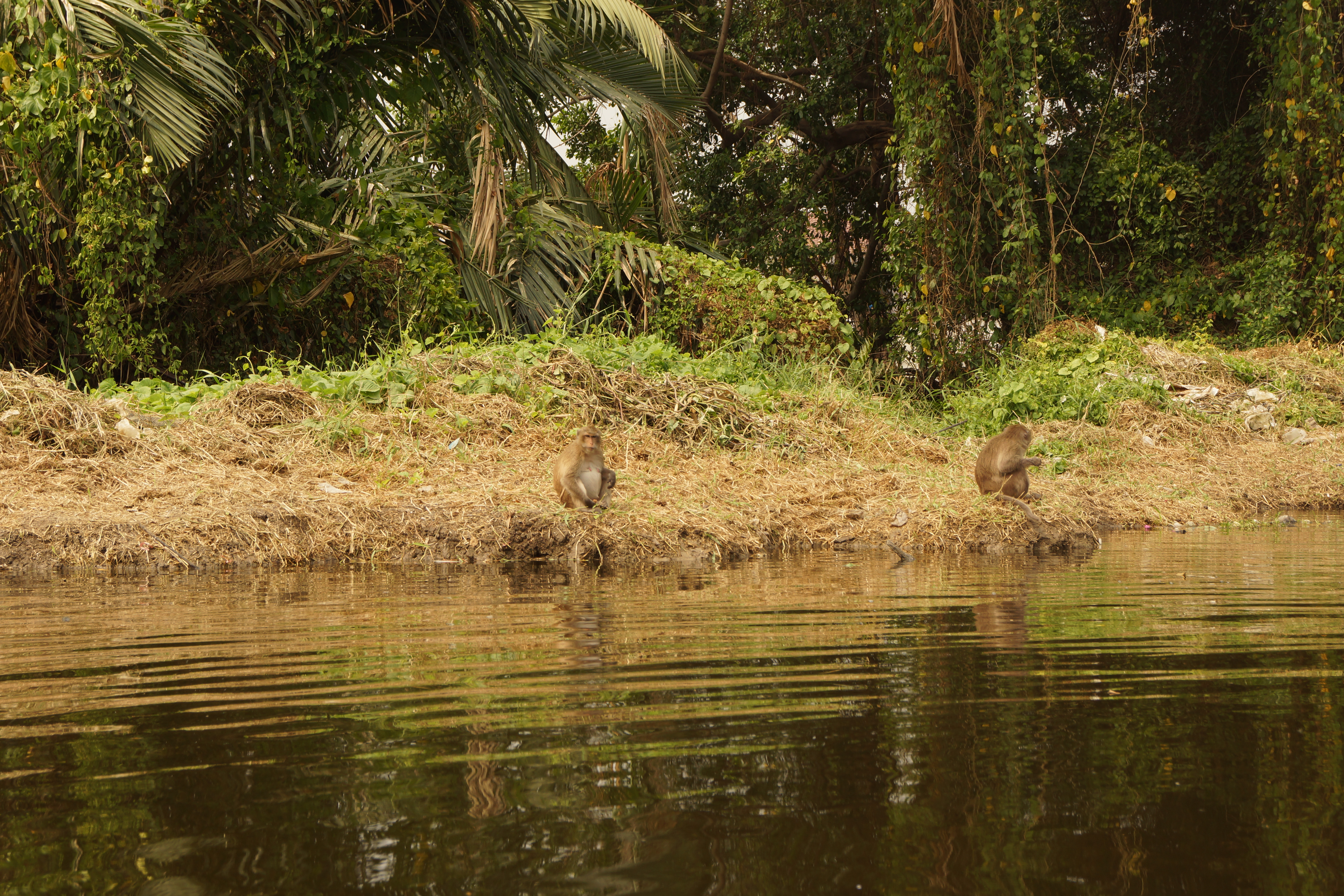
Macaques crabiers en zone inhabitée proche de la mer, le long du khlong Chaloem Chai Phatthana